# هيرو سايتو
هيرو سايتو (باليابانية: ヒロ斎藤) هو مصارع محترف ياباني، ولد في 25 مايو 1961 في كاواساكي في اليابان.

## روابط خارجية
- هيرو سايتو على موقع CageMatch worker (الإنجليزية)